# Świdnica
Świdnica (udtale: [ɕfidˈɲit͡sa]  ( hør); tysk: Schweidnitz; tjekkisk: Svídnice; Schlesisk: Świdńica) er en by ved floden Bystrzyca i den sydøstlige del af Voivodskabet Nedre Schlesien i det sydvestlige Polen. Byen har 54.792(2021) indbyggere og et areal på 21,76 km². Den er administrationsby i powiatet (amt) Świdnica. Det er den syvende største by i voivodskabet Nedre Schlesien. Świdnica blev en del af byområdet Wałbrzych den 23. januar 2014.
Świdnica er hjemsted for Świdnica Katedral og Fredskirken, to skelsættende kirker opført på listen over historiske monumenter i Polen med sidstnævnte også opført som UNESCO verdensarvssted.

## Historie
Byens navn blev først registreret som Svidnica i 1070, da den var en del af Piast-regerede Polen. Świdnica blev en by i 1250, selvom der ikke er overlevet noget stiftelsesdokument, der bekræfter dette faktum. Byen tilhørte på det tidspunkt Hertugdømmet Wrocław, en provins i Kongeriget Polen. I 1290 havde Świdnica bymure og seks porte, håndværk og handel blomstrede op. I slutningen af det 13. århundrede var der laug af bagere, vævere, keramikere, skomagere, buntmagere og skræddere i Świdnica.

## Gallery
- Świdnica rådhus
- St. Stanislaus og St. Wenceslaus Katedralen
- Fredskirken i Świdnica der er udpeget til verdensarv
- Dom pod bykami (Hus under tyrene)
- Sankt Josephs kirke
- Historisk byhus på torvet
- Historisk byhus på torvet
- Bypark